# Maciste und die chinesische Truhe
Maciste und die chinesische Truhe ist ein deutscher Action-Stummfilm aus dem Jahre 1923 von Carl Boese mit Bartolomeo Pagano in der Titelrolle. 

## Handlung
Kraftmeier Maciste wird im Hafen von zwei Chinesen angehalten, ihnen dabei zu helfen, eine schwere chinesische Truhe fortzuschaffen. Rasch erkennt der Muskelmann, dass es hierbei nicht mit rechten Dingen zugehen kann und glaubt auch bald zu bemerken, dass sich in der Kiste Gegenstände befinden, die aus dem Haushalt eines Club-Freundes von ihm gestohlen wurden. Der Freund wird informiert und die Kiste beiseite geschafft. Doch den neuen Verschlag in einer Hafenkneipe entdecken die Ganoven und entwenden die Truhe. Doch diesmal ist die Polizei zur Stelle, verhaftet die Räuber und stellt die Kiste sicher. Beim Öffnen derselbigen kommt es zum Schock: In der Truhe befinden sich keine Gegenstände, sondern eine gut konservierte Leiche eines jungen Chinesen. Dadurch gerät augenblicklich der eigentliche Besitzer der Truhe in den Verdacht, einen Mord verübt zu haben. Sogleich macht sich Maciste daran, die Unschuld seines Kumpels zu beweisen.
Schließlich stellt sich Folgendes heraus: Der einbalsamierte Chinese ist schon seit langem tot, einst ermordet von dem Onkel des beschuldigten Truhenbesitzers, einem professoralen Gelehrten. Der Onkel hatte den Asiaten auf seiner Forschungsreise nach Fernost, auf die er auch seine Tochter mitnahm, als seinen Adjutanten eingestellt. Als der Chinese die Tochter seines Chefs erst vergewaltigt und die daraufhin aus Scham sich das Leben nahm, konnte der Onkel sich nicht länger zurückhalten und rächte sich, den Asiaten würgend, Auge um Auge. Um dessen Leiche zu verbergen, brachte der Professor den toten Chinesen in der titelgebenden Truhe unter und reiste mit ihr nach Deutschland heim. In wilden Fieberphantasien sprach der Mörder von seiner Bluttat. Die Familie des getöteten Chinesen reiste nach Europa nach, um die Truhe ausfindig zu machen und das ermordetes Mitglied heimzuholen. So wurde der unwissende Maciste in die ganze Angelegenheit hineingezogen.

## Produktionsnotizen
Maciste und die chinesische Truhe war der letzte von vier deutschen Maciste-Filmen, die 1922/23 entstanden. Dieser Streifen wurde im Frühjahr 1923 abgedreht, passierte am 7. respektive am 11. Mai 1923 die Zensur und erhielt Jugendverbot. Die chinesische Gesandtschaft hatte sich zuvor über die Darstellung der Chinesen im Allgemeinen und die des vergewaltigenden Chinesen im Speziellen beschwert. Die Premiere war im Juni 1923 in Berlins Mozartsaal. Der Sechsakter besaß eine Länge von 2042 Meter. 
Die Filmbauten gestalteten Willy Reiber und Fritz Kraencke. Fritz Klotzsch diente hier als Aufnahmeleiter.

## Kritik
Im Kino-Journal hieß es kurz und knapp: “Aeußerst spannend und sehenswert in allen Teilen.”